# Сарола (Империја)
Сарола је насеље у Италији у округу Империја, региону Лигурија.
Према процени из 2011. у насељу је живело 104 становника. Насеље се налази на надморској висини од 94 м.